# Далу, Жюль
Эме-Жюль Далу (фр. Aimé-Jules Dalou; 31 декабря 1838 — 15 апреля 1902) — французский скульптор, представитель натуралистической Школа (в науке и искусстве) школы эпохи Второй империи во Франции или стиля Наполеона III.

## Жизнь и творчество
Эме-Жюль Далу родился в семье мелких торговцев. Его родители-протестанты воспитали его в духе секуляризма и любви к республике. Сын проявил способности к лепке и рисованию в очень молодом возрасте. В 1854 году он поступил в Школу изящных искусств в Париже в класс Жана-Баптиста Карпо, преподававшего ему рисование и пластику на античных образцах. Как лучшему ученику, Далу разрешалось работать помощником в мастерской учителя. В 1856 году Далу перешёл в художественное ателье Франциска Жозефа Дюре, но оставался там недолго.
В 1861 году он дебютировал в Парижского салона. В 1870 году он создал статую «Вышивальщица», за которую получил премию Парижского салона. «Дафнис и Хлоя» Далу, показанная в Парижском салоне 1869 года, была приобретена государством. Жюль Далу не скрывал своих демократических взглядов, поэтому несмотря на явные успехи, ему четыре раза отказывали в Римской премии. Он начал зарабатывать на жизнь, занимаясь декоративной скульптурой, познакомился с Огюстом Роденом и они стали друзьями. Далу приобрёл опыт работы на крупных столичных стройках, производя декоративную скульптуру для зданий, в этом качестве он участвовал в оформлении Отеля Паива на Елисейских полях. Он также работал в ювелирной мастерской братьев Огюста и Жозефа Фаньер.
Далу принял живейшее участие в Парижской коммуне 1871 года и был соратником Гюстава Курбе по Федерации художников. В недолгий период коммуны он был назначен хранителем музея Лувра и покинул эту должность лишь в последние дни существования коммуны. В 1871 году он создал статуэтку «Солдат национальной гвардии». Во время Франко-прусской войны скульптор сам служил в Национальной гвардии.
После падения коммуны, заочно приговорённый к пожизненной каторге, художник был вынужден бежать в Англию, где жил до амнистии 1879 года. Он получил место преподавателя в Южно-Лондонской технической школе и Южно-Кенсингтонской школе искусств в Лондоне.
После возвращения в 1879 году во Францию он выставил свои произведения в Парижском салоне 1883 года. Для города Парижа он выполнил огромный монумент: «Триумф Республики», воздвигнутый после двадцати лет работы на площади Нации. Монумент представляет символическую фигуру Республики на колеснице, запряжённой львами, возглавляемыми Свободой, Трудом, Правосудием и Изобилием. Это несколько помпезное произведение в духе «большого стиля» эпохи Людовика XIV вызвало в последующем много подражаний.
После этого Далу создал ещё много памятников и мемориальных скульптур. Удостоенный Гран-при Всемирной выставки 1889 года в Париже, он был произведён в командоры ордена Почётного легиона. Он был одним из основателей Национального общества изящных искусств и первым президентом секции скульптуры общества.
Далу скончался в Париже 15 апреля 1902 года в возрасте шестидесяти трёх лет и был похоронен на кладбище Монпарнас в Париже.

## Галерея
- Прогресс, ведущий к торговле и промышленности. 1895. Фронтон здания магазина Дюфайеля, Париж
- Памятник Эжену Делакруа. 1890. Бронза. Люксембургский сад, Париж
- Памятник Эжену Делакруа. Деталь
- Триумф Республики. 1889. Бронза. Площадь Нации, Париж
- Триумф Силена. Бронза. Люксембургский сад, Париж
- Крестьянка с ребёнком. 1873. Терракота. Музей Виктории и Альберта, Лондон
- Большой крестьянин. Между 1897 и 1902. Бронза. Музей Орсе, Париж
- Гюстав Курбе. Между 1887 и 1890. Мрамор. Музей изящных искусств и археологии, Безансон
- Надгробие Огюсту Бланки. 1885. Кладбище Пер-Лашез, Париж
- Один из двух львов на Мосту Александра III. 1900. Париж
- Надгробие Виктора Нуара на кладбище Пер-Лашез. 1890